# Billy (chien)
Pour les articles homonymes, voir Billy.
Le billy est une race de chien originaire de France. C'est un chien courant de grande taille de couleur blanche, café au lait ou blanche et orange ou blanche et citron.
Afin de recréer les « chiens blancs du roy », race initialement fixée sous le règne de Louis XI , favoris de François Ier, d'Henri IV et de Louis XIV, un châtelain du Poitou, nommé Gaston Hublot Du Rivault,  eut l'idée de créer cette race. Un dosage d'espèces aujourd'hui disparues, comme le montembœuf ou le céris, ont donné naissance à la race. Ce chien se rencontre rarement en dehors de sa région d'origine et sa pérennité est rendue difficile par un héritage génétique très fragile. 
D'un naturel facile et agréable, c'est avant tout un chien de chasse qui a besoin de beaucoup d'exercice s'il vit en appartement, ce qui n'est pas l'idéal. Obéissant, gentil avec les enfants, il n'est jamais agressif, sauf avec ses congénères, et même au sein de la meute. Très peu mordeur, il fait un piètre gardien.

## Historique
Les « chiens blancs du roy » ou « chiens blancs greffiers » ont été créés par Louis XII et utilisés dans les meutes royales pendant plus deux siècles par exemple sous les règnes de François Ier, d'Henri IV et de Louis XIV.
À la fin du XIXe siècle, Hublot du Rivault, un veneur du Poitou, souhaite recréer l'ancienne race. Le billy doit son nom à sa propriété, située sur la commune de Billy, et incluse à présent dans Maisontiers. La sélection est réalisée avec différentes races de chien disparues telle le céris, le montembœuf et le larye. Le billy est une race très rare en dehors du Poitou, et est sujet à des problèmes héréditaires qui mettent en péril sa survie.

## Standard
Le billy est un chien courant de grande taille, athlétique avec une solide ossature et une musculature puissante. La longue et forte queue est quelquefois légèrement velue. La tête est assez fine et sèche. Les oreilles tombantes sont attachées haut pour un chien courant français. De taille moyenne, elles sont plutôt plates et légèrement tournées à leur partie inférieure. L’œil est bien ouvert et de couleur foncé, il est bordé de noir ou de brun. La caractéristique principale par rapport aux autres races de chien d'ordre est la couleur de sa robe : uniformément blanche, uniformément café au lait, blanche avec un manteau ou des taches orange clair ou citron. Le poil est ras et dur au toucher.

## Caractère
Le standard FCI ne donne pas de tempérament typique pour la race. Le billy est décrit comme un chien travailleur, intelligent, facile à éduquer et attaché à son maître. Il est amical avec les hommes et les enfants, mais tolère mal la présence d'autres chiens. La vie en collectivité et l’obéissance à l'homme doivent lui être apprises dès son plus jeune âge. Au chenil, les règles de discipline élémentaires du chien de groupe sont inculquées par des exercices quotidiens, notamment avant la distribution des repas.

## Chien d'utilité
Le billy est utilisé pour chasser le cerf, le sanglier ou le chevreuil. Il galope aisément et peut parcourir de 40 à 50 km au cours d’une journée de chasse. Le flair est très fin. La voix est longue, légère et bien timbrée. Il résiste aux climats rudes. Il est assez peu amical avec les autres chiens et travaille mieux en solitaire qu'en groupe.
C'est un bon chien de famille, mais il a besoin d'exercice physique régulier et supporte très mal la solitude. Le billy n'est pas du tout adapté à la vie en ville, qui le rendrait dépressif.